# African Forum and Network on Debt and Development
 (novembre 2019).
L' African Forum and Network on Debt and Development (AFRODAD) est une organisation non-gouvernementale panafricaine qui travaille sur des thématiques financiers, économiques, ainsi que sur les migrations internationales, le développement durable et la justice climatique.
AFRODAD a été créé en 1996. C'est une organisation non gouvernementale qui travaille à un niveau panafricain, dans 23 pays , sur des thématiques financières, économiques, des thématiques liées aux migrations internationales, au développement durable et la justice climatique. Son siège social est situé à Harare (Zimbabwe)
Au niveau international, AFRODAD est membre d'un réseau qui regroupe aussi Eurodad, Latindadd et Jubilee USA Network.
AFRODAD a une équipe de salariés, composée d'analystes en données économiques et financières, de consultants, de chargés de communication, etc. Depuis 2014, son Directeur est Fanwell Kenala Bokosi, diplômé d'un doctorat en économie à l'Université de Kent (Royaume-Uni)
AFRODAD se finance grâce à des fonds privés venant d'ONG européennes (comme Oxfam Intermon) ou d'organisations africaines (comme OSISA)
AFRODAD travaille principalement avec l'Union Africaine, en particulier sur des thèmes tels que l'Agenda 2063 ou sur le projet intitulé Africa Mining Vision.
En 2018, AFRODAD a participé à plusieurs forums internationaux, comme : à l'ECOSOC Forum on Financing for Development, ou encore à l'African Development Bank Annual Meeting  
Tous les documents qu'AFRODAD produit sont destinés à être diffusés le plus largement possible, en priorité vis-à-vis des populations et sociétés civiles pour nourrir les mobilisations populaires. L'ONG produit aussi des rapports destinés à des autorités politiques et administratives d'Etats africains, ainsi qu'à des institutions communautaires africaines (Union Africaine, Communauté Economie des Etats Ouest-Africains, Union Monétaire de l'Afrique de l'Ouest).
Le but d'envoyer ces rapports aux institutions et autorités est d'influencer la fabrique de politiques publiques financières et économiques des Etats africains, afin d'améliorer leur gestion de la dette, pour éradiquer la pauvreté, favoriser la justice climatique et promouvoir la justice sociale au niveau de tout le continent.
Enfin, AFRODAD produit des recommandations auprès de certaines institutions financières internationales (IFI) comme le Fonds monétaire international ou la Banque mondiale, afin que ces IFI prennent en compte l'avis de la société civile dans la gestion des thématiques financières internationales.

## Publications
- 2019 : Alignment of Legislation Impacting Public Finance Management (PFM) in Zimbabwe[10]
- 2019 : Bond Issuance and the Current Debt Levels in Sub Saharan Africa[11]
- 2019 : Debt Profile: Malawi[12]
- 2019 : Zimbabwe Debt Profile 2018[13]
- 2019 : Debt Profile : South Africa[14]
- 2018 : Regional Aid Profile East Africa[15]
- 2013 : The effectiveness of Foreign Aid beyond Busan: Case Studies Zambia, Ghana and Mozambique[16]
- 2009 : Conference proceedings report: international conference on fair and transparent arbitration mechanism on illegitimate and odious debts, Johannesburg, South Africa[17]
- 2007 : The contribution of oil to debt and under-development in Africa: The case of the Chad-Cameroon oil pipeline project[18]
- 2006 : Implementing fair debt arbitration: what needs to be done[19]
- 2006 : Assessing the impact of the PRGF on social services: the case of  Ethiopia[20]
- 2003 : Trade and debt blockages – which way forward?: financing for development & debt[21]
- 2002 : Comparative analysis of five African countries with completed PRSP: Burkina Faso, Mauritania, Mozambique, Uganda and Tanzania[22]
- 1999 : Debt and trade: implications for the WTO process[23]